# Parablennius cornutus
Parablennius cornutus is een straalvinnige vissensoort uit de familie van naakte slijmvissen (Blenniidae). De wetenschappelijke naam is voor het gepubliceerd in 1758 door Linnaeus in de tiende editie van Systema naturae.